# Carl Friedrich Ernst Ludwig
Carl Friedrich Ernst Ludwig (teilweise auch Ernst Ludwig; * 24. Juli 1773 in Kranichfeld; † 19. Dezember 1846 in Hamburg) war ein deutscher Publizist und Journalist.

## Leben
Ludwigs Vater war Amtskomissär in Kranichfeld. Er besuchte das Gymnasium illustre Gotha. In dieser Zeit wohnte er bei Friedrich von Schlichtegroll und wurde zudem von Friedrich Wilhelm Döring unterstützt. Anschließend ging er zu Studium an die Universität Jena. Seine weitere akademische Laufbahn musste er aufgrund des Tods seines Vaters abrechen, um für die hinterbliebene Familie zu sorgen.
Ludwig wurde in den 1790er-Jahren Erzieher der Söhne des Fürsten von Löwenstein-Wertheim sowie von Heinrich Adolph von Zwanziger. Er begleitete diese an die Universität Jena und wurde nach Abschluss des Studiums in der Familie von Zwanziger Privatsekretär. Von dort kam er als Privatsekretär zum sachsen-gotha-altenburgischen Minister Hans Wilhelm von Thümmel. Aus diesen Diensten wurde er 1799 in den Staatsdienst übernommen. Zuerst war er Kammerregistrator, dann Kammerverwalter. Er bekam zudem den Titel herzoglich-altenburgischer Rat verliehen. Hier blieb er bis 1820, als er im Zuge von Umbildung des Staates entlassen wurde, den Titel eines herzoglichen Rats aber weiterführen durfte.
Ludwig übersiedelte nach Dresden. Dort widmete er sich in Gesellschaft mit Ludwig Tieck, Christoph August Tiedge und Karl Christian Friedrich Krause der Kunst und Literatur, bevor er unerwartet einen Ruf als Redakteur einer politischen Zeitung nach Bremen erhielt. Von Bremen ging er nach drei Jahren nach Hamburg, um die Redaktion der Adreß-Comptoir-Nachrichten zu übernehmen sowie später des literarischen Beiblatts Börsenhalle. In Hamburg verfasste er die Geschichte der letzten funfzig Jahre, aufgrund derer er an der Universität Jena zum Dr. phil. promoviert wurde. Er war Mitglied mehrerer gelehrter Gesellschaften.

## Werke (Auswahl)
- Das Menschenleben in Dichtungen gebundener und ungebundener Rede, Hahn, Altenburg 1821.
- Geschichte der letzten funfzig Jahre. 5 Bände, Kammerich, Altona 1832–1837.
- Gebilde der Phantasie für Geist und Herz, Herold, Hamburg 1836.
- Politischer Rückblick auf das Jahr 1838: Nebst Anhang über die ersten 5 Monate des laufenden Jahres, Hamburg 1939.